# Tugimaantee 37
De Tugimaantee 37 is een secundaire weg in Estland. De weg loopt van Jõgeva naar Põltsamaa en is 26,1 kilometer lang. 